# キルゲーム
ポーカーにおいて、キルゲームとはフィックスドリミットルールのバリエーションルールとして行われるゲームのことである。キルゲームではキルハンドをプレイすることによって、ブラインドベットを追加し、ベット制限を増やすことができる。ポーカーを提供している多くのカジノでは、要望に応じて、または特定の時間帯にキルゲームをテーブルに導入している。キルはテキサス・ホールデムのようなコミュニティカードポーカーの亜種で最もよく使われ、通常ブラインドを主要な強制ベットとして使用する。この記事はそのようなゲームが行われていることを前提としているが、この概念はゲームのベッティングプロトコルに合うように少し変更するだけでほとんどのポーカーの亜種で使えるようにすることができる。

## 目的
キルゲームは、「不運」や「まぐれ」による勝利を軽減する役割を果たす。また、「バッドビート」と呼ばれる、オッズの観点から見て疑わしい選択をしたプレイヤーによる勝利を軽減する役割もある。　このようなプレイヤーは経験不足であることが多いが，悪い判断（例えば，ハンドを作る確率が非常に低いドローハンドでレイズやコールをする）をしたにもかかわらず、かなりのポットを獲得することがあり、経験豊富なプレイヤーにとってはフラストレーションとなることがある。このような判断ミスは、最終的に、あるいは徐々に大きな損失につながる可能性が高い。キルハンドは、プレイヤーが「ルーズ」なプレイを続ければ、この損失をより早く、むしろより早く発生させる。したがって、キルハンドは、より規律正しく、「タイト」なベッティングスタイル（コール/レイズを少なくし、フォールドを多くする）を推奨する。しかし、キルハンドのプレイ頻度は低いので、テーブルの一般的なベッティングスタイルは、キルステークスがノーマルリミットである場合よりもルーズになる。
より経験豊富なプレイヤーが集まったテーブルでキルゲームを行うと、リスクが高まることによる緊張感も生まれる。プレーヤーが連続してポットを獲得したり、大きなポットを獲得した場合、次のポットはさらに大きくなる可能性がある。このような場合、キルゲームはよりルーズなプレイを促進する可能性がある。

## 発動条件
キルハンドのトリガー（「キルの有効化」と呼ばれる）についてのルールは様々である。最後に勝ったポットが特定の値を超えるとキルが発動することもある。一般的な値は、ラージベットの10倍である（$20/$40のゲームでは、前回の獲得ポットが$400を超えるとキルが有効になる）。キルが発動するもう一つの一般的な方法は、一人のプレイヤーが連続して2つのポットを獲得した場合である。
キルは連続した複数のハンドで有効になることがある。ポット額によってキルが発動する場合、キルポットが一定の値（多くはキルハンドのラージベットの10倍）を超えていれば、プレイヤーは変わるかもしれないが、キルは有効なままである。連続したポット獲得がトリガーとなる場合、そのプレイヤーが連続してポットを獲得し続ければ、キルは通常同じプレイヤーに対して有効であり続ける。
ハイローやチョップ（引き分け）などの「スプリットポット」ゲームでは、前のハンドで勝っていたプレーヤーが他のプレーヤーとポットを分ける場合も、キルハンドを発動することがある。ポットが分割され、どちらのプレイヤーも前のハンドで勝っていない場合、次のハンドでポットを獲得しても、通常、キルハンドは発動しない。ハイローゲームでは、通常、ハイハンドとローハンドの両方を持っているか、ローがない場合にハイハンドを持っていることによって、1人がポット全体を取った場合（「スクープ」と呼ばれる）にキルが発動するが、ゲームによっては、キルが発動するためにはポットが一定額を超えていなければならない場合もある。

## キルブラインド
キルハンドを発動するプレイヤーは、キルブラインドと呼ばれる追加のブラインドを置かなければならない。キルブラインドは「BB・SB」や「ボタン」など、テーブルのどの位置からでもポストすることができる。ポストされる金額は、そのゲームの通常のビッグブラインドやスモールベットの2倍であることが多く、「フルキル」と呼ばれる。例えば、$20/$40のリミットゲームでは、ラージブラインドとスモールベットは$20である。このようなゲームのフルキルのブラインドは$40となる。
キルブラインドは通常「ライブ」ベット（プレイヤーへのベット額としてカウントされる）とされる。これはさらに、ビッグブラインドの人の代わりに、キルブラインドの人が最後のアクションをする特権（「オプション」）を持つことを意味する場合もある。例えば、プレイヤーEがキルボタンを持ち、プレイヤーAがディーラーである5人参加のハンドでは、プレイヤーD、プレイヤーA（ディーラー）、プレイヤーB（スモールブラインド）、プレイヤーC（ビッグブラインド）、プレイヤーE（キルブラインド）という順番で行動することになる。第1ラウンドが終わるとベッティングは通常通りになる。
ブラインドにいるプレイヤーがキルブラインドも支払わなければならない場合の対処法として、一般的に3つのオプションがある。
1. キルブラインドだけを支払い、予定されていたブラインドはポストされない。
2. そのハンドの予定されていたブラインドとキルブラインドの両方をポストし、キルブラインドだけがそのプレイヤーのベット額を決定するための「ライブ」となる場合がある（この方法は、「アンダーザガン」のプレイヤーに余計なリスクを与えることになる）。
3. プレイヤーはこのハンドでキルブラインドをポストし、次のハンドでキルブラインドをポストする必要がなくなったときに、予定されていたブラインドを「負担する」することがある。これは、ブラインドのバストアウト時におけるボタン移動のルールと似ている。（例えば、「アンダーザガン」でキルを発動したプレイヤーは以下のように全てのブラインドが移動することになる。まずビッグブラインドの支払時にキルブラインドをポストし、次のハンドで（キルブラインドを再び支払う必要がないと仮定して）、今支払うべきスモールブラインドに代わってビッグブラインドを支払うことになる。3回目のハンドでは、プレイヤーがボタンにいる状態で、スモールブラインドが支払われ、プレイヤーは「追いついた」ことになる。）

## キルステークス
フルキルが有効な場合、ゲームのベット金額は2倍になり、キルブラインドがオープニングラウンドの最低ベット額になる。例えば、ゲームのリミットが$20/$40で、あるハンドにフルキルブラインドが掲示された場合、そのハンドのベットリミットは$40/$80に倍増されます。このようなベッティング構造で作られたポットは、キルポットと呼ばれる。

## バリエーション

### ハーフキル
この「フルキル」のバリエーションとして「ハーフキル」がある。キルブラインドはビッグブラインドの2倍ではなく1.5倍で、ベッティングリミットもそれに応じて調整されることを除けば、プレイは同様である。ハーフキルが発動した$20/$40のゲームでは、キルブラインドは$30、ベットリミットは$30/$60となる。
ハーフキルとフルキルの両方が使われることもある。その場合プレイヤーは2つのポットを連続して勝ってハーフキルを発動し、ハーフキルのポットを勝てばフルキルが発動する。ポット額をトリガーとしてプレイする場合、ハーフキルは通常のラージベットの10倍、フルキルは15倍（またはハーフキルのハンドのキルポットがハーフキルのラージベットの10倍の場合）となる場合がある。

### ダブルキル
ハーフキルとフルキルを同じゲームで使うことに関連する、もう一つのバリエーションの概念は「ダブルキル」である。これは一般に、キルがアクティブになったときに発動するキルか、フルキルの2倍の状況で発動するキルのどちらかである。例えば、$20/$40のゲームで、ポットサイズが$400でキルが発動した場合、そのポットが通常のハンドであってもキルハンドであっても、$800でダブルキルが発動することになる。また、2連勝でキルが発動する場合、同じプレイヤーが4回連続（ノーマルハンド2回、キルハンド2回）勝つと、ダブルキルが発動する。
ダブルキルゲームのブラインドとリミットの決め方は様々で、通常の3倍（通常の構成にキルを2回増やす）か、通常の4倍（通常の金額をキルのために2倍にし、さらに2倍にする）である。したがって、$20/$40のキルゲームでは、$60/$120や$80/$160のダブルキルのリミットを持つかもしれない。このため、ダブルキルのポットは通常のポットと比較してかなり大きくなることがある。